# Гела Сагірашвілі
Гела Сагірашвілі (груз. გელა საღირაშვილი; нар. 7 листопада 1980, Тбілісі) — грузинський борець вільного стилю, срібний призер чемпіонату Європи, учасник двох Олімпійських ігор.

## Біографія
Боротьбою почав займатися з 1992 року. Вистував за клуб «Шевардені» із Тбілісі. Після завершення активних виступів на борцівському килимі перейшов на тренерську роботу, працює помічником Емзаріоса Бентінідіса (Емзара «Шако» Бедінеїшвілі) — головного тренера юніорської збірної Грузії з вільної боротьби.

## Виступи на Олімпіадах
| Змагання                    | Збірна | Вагова категорія | Місце |
| --------------------------- | ------ | ---------------- | ----- |
| Літні Олімпійські ігри 2004 | Грузія | 74 кг            | 14    |
| Літні Олімпійські ігри 2008 | Грузія | 74 кг            | 12    |

## Виступи на Чемпіонатах світу
| Змагання                        | Збірна | Вагова категорія | Місце |
| ------------------------------- | ------ | ---------------- | ----- |
| Чемпіонат світу з боротьби 2003 | Грузія | 74кг             | 27    |
| Чемпіонат світу з боротьби 2006 | Грузія | 74 кг            | 17    |
| Чемпіонат світу з боротьби 2007 | Грузія | 74 кг            | 8     |
| Чемпіонат світу з боротьби 2009 | Грузія | 74 кг            | 23    |
| Чемпіонат світу з боротьби 2010 | Грузія | 74 кг            | 21    |
| Чемпіонат світу з боротьби 2011 | Грузія | M 80 кг          | 4     |

## Виступи на Чемпіонатах Європи
| Змагання                         | Збірна | Вагова категорія | Місце  |
| -------------------------------- | ------ | ---------------- | ------ |
| Чемпіонат Європи з боротьби 2003 | Грузія | 74 кг            | 9      |
| Чемпіонат Європи з боротьби 2004 | Грузія | 74 кг            | 10     |
| Чемпіонат Європи з боротьби 2006 | Грузія | 74 кг            | 16     |
| Чемпіонат Європи з боротьби 2007 | Грузія | 74 кг            | Срібло |
| Чемпіонат Європи з боротьби 2008 | Грузія | 74 кг            | 11     |
| Чемпіонат Європи з боротьби 2009 | Грузія | 74 кг            | 5      |
| Чемпіонат Європи з боротьби 2010 | Грузія | 74 кг            | 5      |

## Виступи на Кубках світу
| Змагання                    | Збірна | Вагова категорія | Місце |
| --------------------------- | ------ | ---------------- | ----- |
| Кубок світу з боротьби 2011 | Грузія | 74 кг            | 6     |

## Виступи на інших змаганнях
| Змагання                                 | Збірна | Вагова категорія | Місце  |
| ---------------------------------------- | ------ | ---------------- | ------ |
| Олімпійський кваліфікаційний турнір 2004 | Грузія | 74 кг            | 9      |
| Олімпійський кваліфікаційний турнір 2004 | Грузія | 74 кг            | Срібло |
| Золотий Гран-прі з боротьби 2006         | Грузія | 74 кг            | Золото |
| Золотий Гран-прі з боротьби 2010         | Грузія | 74 кг            | 5      |
| Золотий Гран-прі з боротьби 2010         | Грузія | 74 кг            | 14     |
| Турнір Г. Картозія і В. Балавадзе 2011   | Грузія | 74 кг            | 5      |
| Вогні Москви 2011                        | Грузія | 74 кг            | 5      |